# Jerzy Żywarski
Jerzy Żywarski (ur. 16 kwietnia 1961) – polski koszykarz występujący na pozycji rozgrywającego, wielokrotny medalista mistrzostw Polski.

## Osiągnięcia
Na podstawie, o ile nie zaznaczono inaczej.
Klubowe
- Mistrz Polski:
  - 1982, 1988
  - juniorów (1979, 1980)[2]
- 3-krotny wicemistrz Polski (1981, 1983, 1986)